# Sayed Jaffar
Sayed Jaffar (Shergarh, 1911 - Lahore, 21 maart 1937) was een Indiaas hockeyer. 
Jaffar won met de Indiase ploeg de olympische gouden medaille in 1932 en 1936. Jaffar speelde als linkeraanvaller. Jaffar verdronk tijdens de jacht.

## Resultaten
- 1932  Olympische Zomerspelen in Los Angeles
- 1936  Olympische Zomerspelen in Berlijn